# Jagdstaffel 18

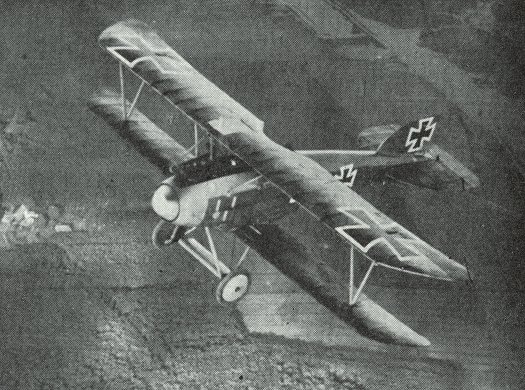
Albatros D.III – podstawowy samolot Jasta 18 w pierwszym okresie jej istnienia.

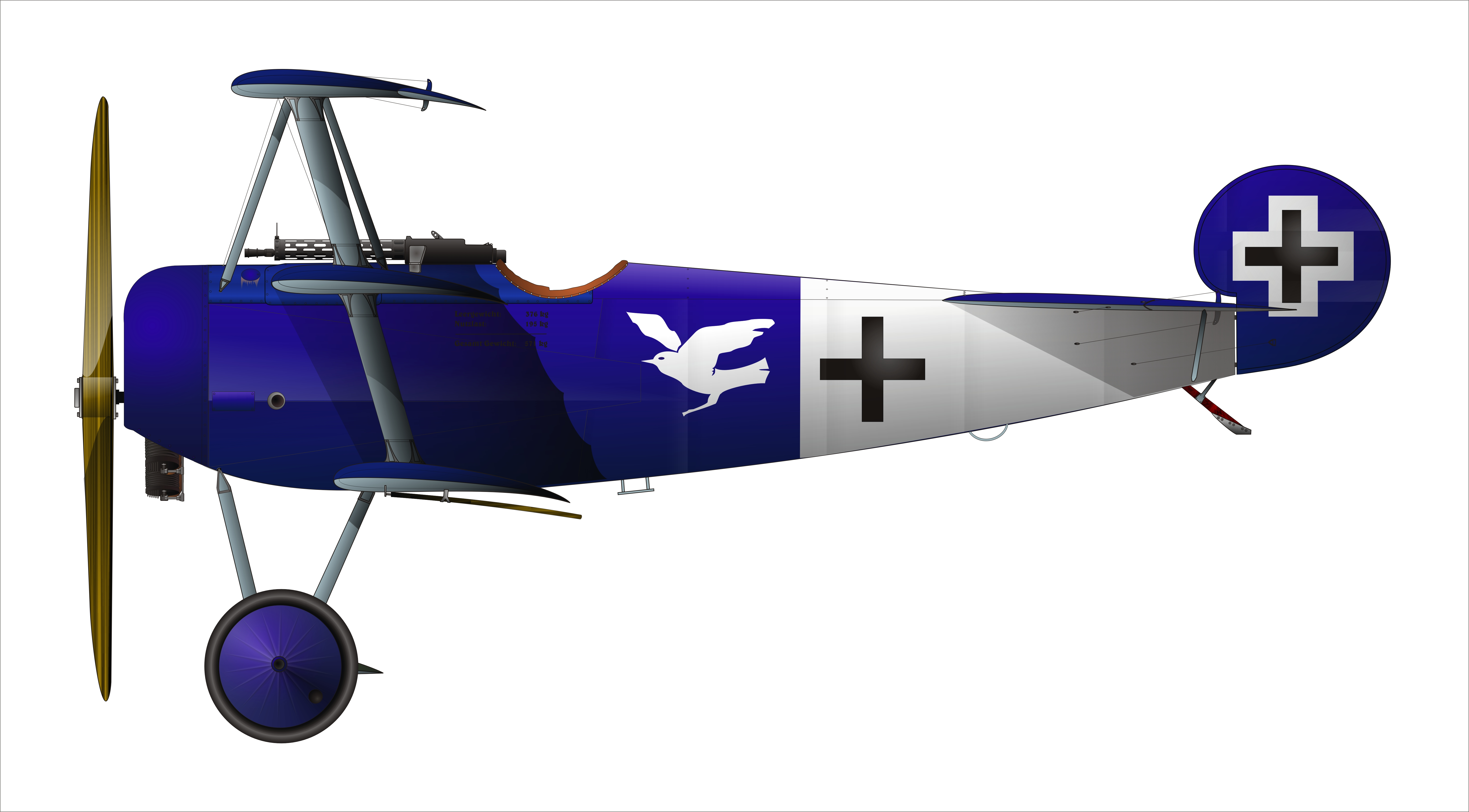
Fokker Dr.I z Jasta 15 z godłem eskadry.

Jagdstaffel 18 – Königlich Preußische Jagdstaffel Nr. 18 – Jasta 18 jednostka lotnictwa niemieckiego Luftstreitkräfte z okresu I wojny światowej.

## Informacje ogólne
Jednostka została utworzona w Halluin w końcu października 1916 roku z pilotów m.in. z Fliegerersatz Abteilung Nr. 12. Organizację eskadry powierzono porucznikowi Karl von Grieffenhagen z Jagdstaffel 1. Od 20 marca 1918 roku do 8 kwietnia eskadra była przydzielona do 17 Armii, następnie do dnia 14 czerwca została przeniesiona na odcinek działań 6 Armii. Ostatnim obszarem jej działań był sektor działań 19 Armii, w której dyspozycji pozostała do zakończenia działań wojennych. Ostatnim dowódcą był porucznika August Raben, który przeszedł z Jagdstaffel 15.
Eskadra walczyła na samolotach Albatros D.III, Albatros D.V, Pfalz D.III, Fokker Dr.I i Fokker D.VII.
Jasta 18 w całym okresie wojny odniosła ponad 107 zwycięstw nad samolotami nieprzyjaciela, 5 nad balonami. W okresie od stycznia 1917, kiedy to została skierowana na front, do listopada 1918 roku jej straty wynosiły 8 zabitych w walce, 11 rannych oraz 1 w niewoli.
Łącznie przez jej personel przeszło 12 asów myśliwskich:
Rudolf Berthold (16), Hans Müller (10), Walter von Bülow-Bothkamp (22), Kurt Adolf Monnington (8), Richard Runge (7), Wilhelm Kühne (7), Paul Strähle (7), Harald Auffarth (Auffahrt) (5), Karl Albert Mendel (5), Joseph Veltjens (5), Ernst Wiessner (5), Johannes Klein (2)

## Dowódcy Eskadry
| Stopień   | Nazwisko             | Okres                   |
| --------- | -------------------- | ----------------------- |
| Rotmistrz | Karl v Grieffenhagen | 01.11.1916 – 12.08.1917 |
| Porucznik | Rudolf Berthold      | 12.08.1917 – 10.10.1917 |
| Porucznik | Ernst Turck          | 10.10.1917 – 20.03.1918 |
| Porucznik | August Raben         | 20.03.1918 – 11.11.1918 |